# Hương Xuân (phường)
Hương Xuân là một phường thuộc thị xã Hương Trà, thành phố Huế, Việt Nam.

## Địa lý
Phường Hương Xuân có diện tích 14,93 km², dân số năm 2011 là 8.784 người, mật độ dân số đạt 588 người/km².

## Hành chính
Phường Hương Xuân được chia thành 8 tổ dân phố: Liễu Nam, Thanh Lương 2, Thanh Lương 3, Thanh Lương 4, Thanh Tiên, Thượng Khê, Trung Thôn, Xuân Tháp.

## Giao thông
- Trà Kệ
- Lê Thuyết
- Trần Quang Diệm
- Trần Văn Trung
- Đặng Huy Tá
- Bùi Điền
- Dương Bá Nuôi
- Lê Đức Thọ